# Mengomeyén
Mengomeyén (auch: Bengonbeyene, Mangomayen, chinesisch: 蒙戈梅因) ist ein Ort und ein Verwaltungsbezirk in Äquatorialguinea. Im Jahr 2008 hatte der Bezirk eine Bevölkerung von 15.644 Personen.

## Lage
Die Stadt befindet sich in der Provinz Wele-Nzas auf dem Festlandteil des Staates und östlich der zukünftigen Hauptstadt Ciudad de la Paz am Fluss Muni. Beim Ort liegt auch der Flughafen President Obiang Nguema International Airport (IATA: GEM, ICAO: FGMY).

## Klima
In der Stadt, die sich nah am Äquator befindet, herrscht tropisches Klima.